# NGC 1549
NGC 1549 é uma galáxia elíptica (E0) localizada na direcção da constelação de Dorado. Possui uma declinação de -55° 35' 29" e uma ascensão recta de 4 horas, 15 minutos e 45,0 segundos.
A galáxia NGC 1549 foi descoberta em 5 de Novembro de 1826 por James Dunlop.